# 王云 (北宋)
王云（11世纪？—1126年），字子飞，北宋泽州（今山西晋城市）人，王霁的弟弟。
王云举进士，出使高丽，撰《鸡林志》进献皇帝。擢升为秘书省校书郎。出知简州，升为陕西转运副使、起居中书舍人。宋钦宗靖康元年（1126年），担任给事中，出使金朝完颜宗望军，议割河东、河间、大名三镇以求和。使还，罢为徽猷阁待制、知唐州。金兵攻陷太原，召拜刑部尚书，再出使金国。金国必欲得三镇，许诺三镇赋入之数。王云为副使，以资政殿学士随康王赵构出使金国，至磁州，州民指以王云为奸臣，将他杀死。建炎初年，赠观文殿学士，谥忠介。著有《文房纂要》。